# Edward Abbey
Edward Paul Abbey (Home, 29 de enero de 1927-Oracle, Arizona, 14 de marzo de 1989) fue un escritor y ambientalista estadounidense.
Trabajó como guardabosques y vigía forestal para el National Park Service. Escribió varios libros sobre la intrusión de la cultura del consumo en el entorno natural estadounidense.

## Biografía
Desde joven despertó como un naturalista en potencia, y también como un ecologista, siendo ya un adolescente enfadado por las injerencias humanas en los Apalaches. Aficionado a las plantas, al misterio natural y al chamanismo, Abbey empezó una larga carrera de trabajos ocasionales en la minería, la agricultura y la ganadería.
A los 17 años abandona su tierra natal para conocer la América que le fascinaba por las canciones de Woody Guthrie y los poemas de Carl Sandburg. Entonces recorre casi todo el oeste de Norteamérica, descubre su mundo natural y sobrenatural, la cultura india. Llevaba la vida típica del hobo -trabajador ocasional vagabundo americano-, llena de aventuras e incidentes, como su detención en Flagstaff (Arizona), por vagancia, que es rememorada en su novela La banda de la tenaza.
En esos años vive el final de la guerra mundial sirviendo en el ejército en Italia. Cuando vuelve estudia Filosofía en la Universidad de Nuevo México entre 1951 y 1956, y culmina su licenciatura con una tesis titulada La anarquía y la moral de la violencia, donde concluía entonces, en línea con su admirado León Tolstoi, que el anarquismo era una lucha frontal no contra el ejército y la guerra, sino contra la violencia organizada de los estados. También realiza estudios sobre el cinismo filosófico y su fundador Diógenes de Sinope, y destaca su pacifismo individualista.
En 1954 publica su primera novela, Jonathan Troy, la historia de un joven anarquista. En 1956 cosecha su primer éxito editorial con The brave cowboy -adaptada en 1962 por Kirk Douglas- una historia del oeste que narra el enfrentamiento entre un cowboy y el gobierno de los EE. UU. Pero su gran éxito literario será su libro de ensayos Desert solitaire, de 1968, que relata sus años como ranger forestal en el Arches National Monument de Utah.
En esos años milita contra el proyecto de la Presa del Cañón de Glen y de ahí nace su novela The monkey wrench gang, publicada en 1975 y que describe las hazañas de una guerrilla de ecologistas, inspirada en numerosos activistas de la vida real. El éxito de este libro le convirtió en un mito de la contracultura y en un pionero de la resistencia activa en Estados Unidos. 
Publicó hasta veinte libros y murió en 1989 debido a una hemorragia esofágica consecuencia de las complicaciones de una operación quirúrgica que sufrió. Antes de morir pidió que lo enterraran en un lugar indeterminado del desierto y al día de hoy ya nadie sabe dónde está su tumba.

## Obra

### Ficción
- Jonathan Troy (1954) (ISBN 1-131-40684-2)
- El vaquero indomable. En inglés ISBN 0-8263-0448-6 (1956), en español ISBN 978-84-15441-26-7 (2013).
- Fire on the Mountain (1962) (ISBN 0-8263-0457-5), en español ISBN 978-84-16544-78-3 (2018).
- Black Sun (1971) (ISBN 0-88496-167-2)
- La banda de la tenaza. En inglés ISBN 0-397-01084-2 (1975), en español ISBN 978-84-15441-11-3  (2013).
- Good News (1980) (ISBN 0-525-11583-8)
- The Fool's Progress (1988) (ISBN 0-8050-0921-3)
- ¡Hayduke vive!. En inglés ISBN 0-316-00411-1 (1989), en español ISBN 978-84-15441-51-9 (2014).
- Earth Apples: The Poetry of Edward Abbey (1994) (ISBN 0-312-11265-3)

### Ensayos
- El solitario del desierto. Una Temporada en los cañones.  En inglés ISBN 0-8165-1057-1 (1968), en español ISBN 978 849 4548 116 (2016).
- Appalachian Wilderness (1970)
- Slickrock (1971) (ISBN 0-87156-051-8)
- Cactus Country (1973)
- The Journey Home (1977) (ISBN 0-525-13753-X)
- The Hidden Canyon (1977)
- Abbey's Road (1979) (ISBN 0-525-05006-X)
- Desert Images (1979)
- Down the River (1982) (ISBN 0-525-09524-1)
- In Praise of Mountain Lions (1984)
- Beyond the Wall (1984) (ISBN 0-03-069299-7)
- One Life at a Time, Please (1988) (ISBN 0-8050-0602-8)
- A Voice Crying in the Wilderness: Notes from a Secret Journal (1989)
- Confessions of a Barbarian: Selections from the Journals of Edward Abbey, 1951-1989 (1994) (ISBN 0-316-00415-4)

### Cartas
- Cactus Chronicles
- Postcards from Ed: Dispatches and Salvos from an American Iconoclast (2006) (ISBN 1-57131-284-6)

### Antologías
- Slumgullion Stew: An Edward Abbey Reader (1984)
- The Best of Edward Abbey (1984)
- The Serpents of Paradise: A Reader (1995)